# Liolaemus cranwelli
Liolaemus cranwelli — вид ігуаноподібних ящірок родини Liolaemidae. Ендемік Болівії.

## Поширення і екологія
Liolaemus cranwelli відомі за типовим зразком, забріним в районі Нуево-Моки в департаменті Санта-Крус. на сході Болівії. Вони живуть в саванах серрадо.

## Збереження
МСОП класифікує цей вид як такий, що перебуває на межі зникнення. Liolaemus cranwelli загрожує знищення природного середовища.